# 30 Rock (4.ª temporada)
A quarta temporada de 30 Rock, uma série de televisão de comédia, começou em 15 de Outubro de 2009, na National Broadcasting Company (NBC) nos Estados Unidos. A temporada foi produzida pela Broadway Video, Little Stranger, e NBC Universal, os produtores executivos foram a criadora da série, Tina Fey, Lorne Michaels, Marci Klein, David Miner, e Robert Carlock.
30 Rock é centrado no The Girlie Show with Tracy Jordan (TGS), uma série de comédia de ficção, e na sua escritora chefe Liz Lemon, interpretada por Fey. A série segue Lemon, enquanto tenta equilibrar seu trabalho e sua vida pessoal. No início da temporada, Jack Donaghy (Alec Baldwin) e Liz trabalham para encontrar um novo membro do elenco para o TGS. A temporada também vê a NBC que está sendo comprada pela empresa fictícia Kabletown, uma referência à aquisição real da NBC Universal pela empresa de televisão a cabo Comcast. Além disso, Liz tem um relacionamento contínuo com um homem que ela pensava ser seu "futuro marido", mais adiante na temporada.
Durante a apresentação da temporada de 2009-2010 em 19 de Maio de 2009, a NBC anunciou que a quarta temporada do show, seguindo o precedente estabelecido por sua terceira temporada, estrearia várias semanas depois do resto da programação da rede de quinta-feira após uma repetição de Saturday Night Live Weekend Update Thursday. Em 25 de Junho, a NBC lançou sua programação de outono, com 30 Rock retornando em 15 de Outubro. A quarta temporada foi ao ar no banner promocional da NBC, Comedy Night Done Right, às quintas-feiras às 21:30 Hora do Leste. A temporada conseguiu 15 nomeações aos Primetime Emmy Awards, abaixo de seu recorde anterior, quebrando os totais de 17 e 22 nas segunda e terceira temporadas, respectivamente. A temporada foi lançada em DVD nos Estados Unidos em 21 de Setembro de 2010, como um boxset de três discos.

## Sinopse
A 4.ª temporada continua com os conselhos amorosos de Liz, provando ser um desastre para a maioria de seus colegas homens, enquanto ela conhece alguém que poderia ser seu interesse amoroso (Michael Sheen), apesar de ser relutante sobre isso. Ela também tenta comprar um apartamento localizado acima do dela. Enquanto isso, Jack se apaixona por duas mulheres e é forçado a escolher uma delas - a sua namorada da escola (Julianne Moore), ou alguém que é igualmente bem sucedido como ele (Elizabeth Banks), enquanto tent impressionar os executivos da Kabletown. Tracy, com esperanças de ser levada mais a sério, tenta ganhar um EGOT enquanto estrelando o filme Hard to Watch e Jenna encontra um novo interesse amoroso, que também é uma drag queen assumida (Will Forte) e encontra sua mãe, Verna (Jan Hooks). No entanto, as coisas não vão bem para Kenneth como certos acontecimentos levam-o a pôr em perigo o seu trabalho como um paquete da NBC.
As histórias que acompanharão a série nesta temporada incluem a NBC estar sendo comprada pela empresa fictícia Kabletown, uma referência à aquisição real da NBC Universal pela Comcast. É também revelado que o CEO ficcional da General Electric, Don Geiss (Rip Torn) tinha morrido. Jack também atribui a equipa do TGS a tarefa de procurar um novo membro do elenco. Isso leva Josh Girard (Lonny Ross) a se despedir, mas acabou a tentar voltar, mas não voltou. Finalmente, o novo membro do elenco é Danny Baker (Cheyenne Jackson), um canadense socialmente retardado.
A temporada termina com o casamento de Cerie e Aris.

## Equipa
A quarta temporada foi produzida pela Broadway Vídeo, Little Stranger, e NBC Universal e foi ao ar na rede NBC. Os produtores executivos foram a criadora da série, Tina Fey, Lorne Michaels, Marci Klein, David Miner, e Robert Carlock. Jack Burditt, Matt Hubbard, Jeff Richmond, John Riggi, e Ron Weiner actuaram como co-produtores executivos. Os produtores para a temporada foram Alec Baldwin, Jerry Kupfer, Paula Pell, e Don Scardino com Diana Schmidt, Burns Irene, e Kay Cannon como co-produtores.
Houve oito directores na temporada, dois dos quais o produtor da série Scardino, e Beth McCarthy-Miller dirigindo vários episódios. Houve seis directores que dirigiram um único episódio: Riggi, Gail Mancuso, Ken Whittingham, Stephen Lee Davis, Millicent Shelton e Richmond. Escritores creditados com episódios incluem Tina Fey, Carlock, Riggi, Hubbard, Weiner, Dylan Morgan, Josh Siegal, Jon Haller, Tracey Wigfield, Burditt e Pell.

## Elenco
Tina Fey interpreta Liz Lemon, a escritora principal de uma fictícia comédia chamada TGS. O elenco da TGS consiste de dois actores principais. O actor principal é a estrela de cinema Tracy Jordan, interpretado por Tracy Morgan. Sua co-estrela é a extremamente narcisista Jenna Maroney, interpretada por Jane Krakowski. Jack "Danny" Baker (Cheyenne Jackson) é o novo membro do elenco da TGS. Jack McBrayer, interpreta o ingénuo paquete da NBC Kenneth Parcell. Scott Adsit actuou como o sábio, espirituoso, produtor da TGS, Pete Hornberger. Judah Friedlander interpreta o escritor Frank Rossitano. Alec Baldwin interpreta o executivo da rede NBC, Jack Donaghy. Keith Powell interpreta o ex-aluno da Universidade de Harvard e o escritor James "Toofer" Spurlock. Katrina Bowden actuou como a assistente de escritores, Cerie Xerox. Katrina Bowden acted as writers' assistant Cerie Xerox. O elenco apresenta personagens recorrentes, incluindo Maulik Pancholy como Jonathan, Grizz Chapman como Grizz Griswold, Kevin Brown como "Dot Com" Slattery, e John Lutz como J. D. Lutz.
O show apresenta regularmente actores convidados. Steve Buscemi interpretou o investigador particular, Lenny Wosniak, enquanto Will Arnett interpretou Devon Banks, inimigo de Jack. Cheyenne Jackson estrelou nesta temporada como Danny Baker, o novo membro do elenco do TGS. Fey tinha visto Jackson nos musicais da Broadway, Xanadu e Damn Yankees, o último estrelado por Jane Krakowski. Fey marcou uma reunião com Jackson para interessá-lo em um papel no programa com ele aceitando. Bobb'e J. Thompson e Sherri Shepherd retornaram como Tracy Jordan Jr. e Angie, respectivamente, filho e esposa de Tracy Jordan. O Dr. Leo Spaceman foi interpretado por Chris Parnell. Julianne Moore e Elizabeth Banks apareceram como Nancy Donovan e Avery Jessup, respectivamente, como os interesses amorosos de Jack. Jan Hooks interpretou Verna Maroney, a mãe de Jenna. Jon Hamm, Jason Sudeikis, e Dean Winters reprisaram seus papéis como Drew Baird, Floyd DeBarber, e Dennis Duffy, respectivamente, como ex-namorados de Liz. Michael Sheen interpreta Wesley Snipes, um homem que acredita que ele e Liz são destinados um para o outro. Anita Gillette, Patti LuPone, e Elaine Stritch interpretaram Margaret Lemon, Sylvia Rossitano e Colleen Donaghy, respectivamente, as mães de Liz, Frank, e Jack, respectivamente. O personagem de Matt Damon, Carol, é introduzido como um interesse amoroso de Liz no final da temporada.

## Recepção

### Recepção Crítica
Não há muitos shows na televisão que são consistentemente engraçados como 30 Rock [...] Sem conteúdo em colocar personagens bobas e piadas inteligentes ... o show trouxe novos personagens e histórias, que fez que a temporada valesse a pena ser assistida do início ao fim.

O contribuinte do IGN Dan Iverson, revendo o lançamento do DVD.
Robert Canning do IGN deu 8,4 estrelas de 10 a esta temporada, salientando que foi "impressionante" e que "30 Rock não é mais uma nova série fresca e um pouco do marasmo da 4ª temporada pôde ser sentido no meio da temporada. Mas o grande começo e acabamento fantástico mostrou que há ainda uma comédia muito grande a ser encontrada nos palcos de 30 Rock." Aaron Barnhart do The Kansas City Star considerou o primeiro episódio da temporada, "Season 4", como "um dos mais fracos episódios de 30 Rock" que ele viu, e achou o episódio "chato". Em sua análise do terceiro episódio, "Stone Mountain", Leonard Pierce do The AV Club chamou-lhe um episódio "terrível", e "não é totalmente favorável para os dois primeiros episódios". Pierce comentou ainda que 30 Rock "deve dar-nos algo rápido para se livrar da pior temporada de sempre porque o fedor está começando a se sentir."
Ryan Keefer do DVD Talk opinou que a quarta temporada foi uma "queda em massa" em relação as temporadas anteriores do show. Iverson considerou a estreia e "Into the Crevasse" como "dois episódios excelentes da temporada". O Metacritic, que atribui uma pontuação baseada na revisão crítica, deu a esta temporada de 30 Rock, uma avaliação de 74% das 17 opiniões, significando "geralmente favorável".

### Audiência
Apesar da quarta temporada, 30 Rock continuou a cair no ranking. A temporada estreou com 6,3 milhões de espectadores, abaixo dos 8,7 milhões que viram a estreia da terceira temporada. O segundo episódio, "Into the Crevasse", obteve 6,7 milhões de telespectadores. Nas próximas cinco semanas teve classificações ainda mais baixas, até o oitavo episódio, "Secret Santa", que foi o episódio mais cotado da temporada com 7,5 milhões de telespectadores. "Lee Marvin vs Derek Jeter", que foi ao ar em 22 de Abril de 2010, se tornou o episódio com a audiência mais baixa, classificado nos Estados Unidos com 4,2 milhões de telespectadores. O final, "I Do Do", foi visto por 5,5 milhões de telespectadores, menor que o season finale da terceira temporada, "Kidney Now!", que foi visto por 5,7 milhões de telespectadores.

### Prêmios e indicações
Nos 67th Golden Globe Awards em Janeiro de 2010, Alec Baldwin ganhou seu segundo Golden Globe na categoria de Melhor Actor em Série de Comédia ou Musical, por sua interpretação de Jack Donaghy.Tanto Baldwin e Tina Fey ganharam o Screen Actors Guild Awards, nas categorias de Melhor Performance de um Actor numa Série de Comédia e Melhor Performance de uma Actriz numa Série de Comédia, respectivamente.
Esta temporada recebeu 15 nomeações aos Emmy Awards, incluindo a quarta nomeação consecutiva da série para Melhor Série de Comédia, Melhor Actor em Série de Comédia (Alec Baldwin) e Melhor Actriz em Série de Comédia (Tina Fey). Este total era abaixo das 17 nomeações para a 2ª temporada e 22 para a 3ª temporada. Participações de Jon Hamm, Will Arnett e Elaine Strich também atrairam nomeações em suas respectivas categorias. A cerimônia viu a série não ganhar algum dos prémios para os quais tinha sido nomeado.

## Distribuição
A série é transmitida no Canadá, Reino Unido e Austrália, além dos Estados Unidos. Foi simultaneamente tranmitida no Canadá no Citytv. Esta temporada de "30 Rock" foi exibida na Austrália na Seven Network às 22:30 a partir de 1 de Fevereiro de 2010. A quarta temporada começou no Reino Unido em 19 de Abril de 2010, no canal Comedy Central.
A temporada foi lançada em DVD pela Universal Studios, em 21 de Setembro de 2010, nos Estados Unidos após ter completado uma transmissão inicial na NBC. O conjunto de três discos de 22 episódios tem uma proporção de tela de 1.78:1, Dolby Surround 2.0 e 5.1 e legendas em Inglês e Espanhol. Além dos episódios, os DVDs inclui, cenas que não foram ao ar, featurettes e comentários em áudio nos episódios selecionados, "Stone Mountain", "Audition Day", "The Problem Solvers", "Dealbreakers Talk Show #0001", "Black Light Attack!", "Verna", "Anna Howard Shaw Day" e "Don Geiss, America and Hope".

## Episódios
| N.º (série) | N.º (temp.) | Título                            | Realizador(a)        | Argumentista(s)                        | Transmissão original    | Cod. de produção | Telespectadores (em milhões) |
| --- | ----------- | --------------------------------- | -------------------- | -------------------------------------- | ----------------------- | ---------------- | ---------------------------- |
| 59 | 1           | "Season 4"                        | Don Scardino         | Tina Fey                               | 15 de Outubro de 2009   | 401              | 6,39                         |
| Liz e Pete vêem-se obrigados a procurar um novo talento, mas não querem que os escritores saibam. Entretanto, uma disputa pelos extras de Jack faz com que Kenneth entre em greve, Jenna vá para o campo e Tracy se tente relacionar com uma pessoa.                                                              |             |                                   |                      |                                        |                         |                  |                              |
| 60 | 2           | "Into the Crevasse"               | Beth McCarthy-Miller | Robert Carlock                         | 22 de Outubro de 2009   | 402              | 6,68                         |
| Jack vai até Washington para responder a um inquérito e descobre que o seu antigo rival, Devon Banks, está a cargo das investigações. Entretanto, Jenna e Tracy descobrem uma nova forma de castigarem Liz por andar à procura de um novo talento.                                                                |             |                                   |                      |                                        |                         |                  |                              |
| 61 | 3           | "Stone Mountain"                  | Don Scardino         | John Riggi                             | 29 de Outubro de 2009   | 403              | 6,01                         |
| Jack obriga Liz a viajar com ele para a Georgia para descobrirem um novo talento que represente a "verdadeira América". Tracy está assustada por ser a vítima da “regra dos três”. Jenna faz amigos no meio dos escritores. Participação Especial: Nick Fondulis                                                  |             |                                   |                      |                                        |                         |                  |                              |
| 62 | 4           | "Audition Day"                    | Beth McCarthy-Miller | Matt Hubbard                           | 5 de Novembro de 2009   | 404              | 5,94                         |
| Enquanto Liz e Pete tentam organizar o processo de selecção, Tracy e Jenna decidem que é do seu interesse serem elas a procurar o novo actor. Durante o caos das audições, Jack tem que enfrentar uma questão mais pessoal.                                                                                       |             |                                   |                      |                                        |                         |                  |                              |
| 63 | 5           | "The Problem Solvers"             | John Riggi           | Ron Weiner                             | 12 de Novembro de 2009  | 405              | 5,80                         |
| O novo actor começa a trabalhar e, depois de o observarem, Tracy e Jenna começam a pensar na forma como trataram Kenneth. Entretanto, Jack oferece a Liz o seu próprio programa mas Jenna convence-a a explorar primeiro todas as suas opções.                                                                    |             |                                   |                      |                                        |                         |                  |                              |
| 64 | 6           | "Sun Tea"                         | Gail Mancuso         | Josh Siegal & Dylan Morgan             | 19 de Novembro de 2009  | 406              | 5,86                         |
| Liz arranja um novo colega de quarto e proíbe Frank de fazer xixi em jarros. |             |                                   |                      |                                        |                         |                  |                              |
| 65 | 7           | "Dealbreakers Talk Show #0001"    | Don Scardino         | Kay Cannon                             | 3 de Dezembro de 2009   | 407              | 6,08                         |
| O elenco de Dealbreakers entra em rota de colisão com Liz naquilo que mais parece um artista, enquanto Jack sente que Devin Banks quer fazer disso um sucesso. Tracy decide que o seu novo objectivo de vida vai ser ganhar os quatro maiores prémios da indústria do entretenimento: Emmy, Grammy, Oscar e Tony. |             |                                   |                      |                                        |                         |                  |                              |
| 66 | 8           | "Secret Santa"                    | Beth McCarthy-Miller | Tina Fey                               | 10 de Dezembro de 2009  | 408              | 6,70                         |
| O entusiasmo de Kenneth em organizar um jogo do Amigo Secreto não é bem recebido pela equipa TGS. Jack mergulha numa rede social o que o ajuda a encontrar uma antiga paixão dos tempos de escola. Liz tenta encontrar um presente para Jack. Pete vinga-se de Jenna e transforma o seu solo de Natal num dueto.  |             |                                   |                      |                                        |                         |                  |                              |
| 67 | 9           | "Klaus and Greta"                 | Gail Mancuso         | Robert Carlock                         | 14 de Janeiro de 2010   | 409              | 5,12                         |
| Jack lamenta ter ligado a Nancy na Passagem de Ano. Jenna finge estar a sair com James Franco para esconder o seu fetiche bizarro. Liz deixa um primo ficar em sua casa depois de ter saído com ele durante as festividades. Tracy passa a respeitar mais as mulheres.                                            |             |                                   |                      |                                        |                         |                  |                              |
| 68 | 10          | "Black Light Attack!"             | Don Scardino         | Steve Hely                             | 14 de Janeiro de 2010   | 410              | 5,01                         |
| Jack tenta forçar uma relação entre Liz e Danny. Tracy convida Sue para fazer parte da sua comitiva. Jenna está ansiosa por ir a uma audição para Gossip Girl, sem saber que é para um papel de mãe e não de adolescente.                                                                                         |             |                                   |                      |                                        |                         |                  |                              |
| 69 | 11          | "Winter Madness"                  | Beth McCarthy-Miller | Vali Chandrasekaran & Tom Ceraulo      | 21 de Janeiro de 2010   | 411              | 5,58                         |
| Na esperança de motivar os elementos da equipa, Liz leva os TGS para a Estrada, mas Jack toma o comando a situação e a equipa acaba por encontrar motivos para culpar Liz por tudo o que corria mal nas suas vidas.                                                                                               |             |                                   |                      |                                        |                         |                  |                              |
| 70 | 12          | "Verna"                           | Don Scardino         | Ron Weiner                             | 4 de Fevereiro de 2010  | 412              | 5,93                         |
| Jenna pede ajuda a Jack quando a sua mãe aparece sem avisar. Frank vai viver para casa de Liz, como inquilino, e os dois decidem ajudar-se um ao outro a deixar de fumar e a deixar de comer comida de plástico.                                                                                                  |             |                                   |                      |                                        |                         |                  |                              |
| 71 | 13          | "Anna Howard Shaw Day"            | Ken Whittingham      | Matt Hubbard                           | 11 de Fevereiro de 2010 | 413              | 6,00                         |
| Liz tem esperança que a programação de um canal para o Dia de São Valentim a faça sentir-se melhor por estar sozinha. Jack vai atrás de uma atraente apresentadora da CNBN. Jenna fica destroçada quando um perseguidor deixa de a perseguir.                                                                     |             |                                   |                      |                                        |                         |                  |                              |
| 72 | 14          | "Future Husband"                  | Don Scardino         | Tracey Wigfield & Jon Haller           | 11 de Março de 2010     | 414              | 5,89                         |
| Liz procura um homem que tinha conhecido na sala de espera do dentista. Jack teme pelo seu futuro quando descobre que uma empresa de cabo pode estar de olho na NBC. Jenna ajuda Tracy a tentar ganhar um Tony.                                                                                                   |             |                                   |                      |                                        |                         |                  |                              |
| 73 | 15          | "Don Geiss, America and Hope"     | Stephen Lee Davis    | Jack Burditt & Tracey Wigfield         | 18 de Março de 2010     | 415              | 6,80                         |
| Jack precisa de se restabelecer na nova estrutura da empresa. Liz e Wesley continuam a encontrar-se constantemente o que os faz pensar que o destino pode estar envolvido nas suas vidas. A ama de Tracy escreve uma declaração.                                                                                  |             |                                   |                      |                                        |                         |                  |                              |
| 74 | 16          | "Floyd"                           | Millicent Shelton    | Paula Pell                             | 25 de Março de 2010     | 416              | 6,25                         |
| Liz tem que lidar com o regresso de Floyd e fica a saber que ele e a sua noiva estão prestes a casar-se em The Today Show. Depois de os escritores terem pregado uma partida a Danny, Jack ajuda-o a vingar-se. Jenna e Tracy ficam assustadas depois de ouvirem as histórias de Kenneth durante horas.           |             |                                   |                      |                                        |                         |                  |                              |
| 75 | 17          | "Lee Marvin vs. Derek Jeter"      | Don Scardino         | Kay Cannon & Tina Fey                  | 22 de Abril de 2010     | 417              | 4,00                         |
| Jack está indeciso entre Avery e Nancy. Liz vai a eventos para solteiros do YMCA. Toofer fica admirado quando Tracy lhe diz que o seu trabalho no TGS é uma acção afirmativa. |             |                                   |                      |                                        |                         |                  |                              |
| 76 | 18          | "Khonani"                         | Beth McCarthy-Miller | Vali Chandrasekaran                    | 22 de Abril de 2010     | 418              | 5,16                         |
| Jack tenta evitar ter que escolher entre Avery e Nancy. Liz tenta ser mais divertida quando descobre que tinha sido excluída das festas de Thusrday Night Thunder. Tracy pede ajuda a Kenneth para o ajudar a ser um melhor marido para Angie.                                                                    |             |                                   |                      |                                        |                         |                  |                              |
| 77 | 19          | "Argus"                           | Jeff Richmond        | Josh Siegal, Dylan Morgan & Paula Pell | 29 de Abril de 2010     | 419              | 5,44                         |
| Jack fica a saber que Don Geiss lhe deixou um presente. O anúncio do noivado de Grizz deixa Liz no meio de uma discussão entre Tracy e Dotcom sobre quem seria o padrinho. Liz e Pete suspeitam do novo namorado de Jenna.                                                                                        |             |                                   |                      |                                        |                         |                  |                              |
| 78 | 20          | "The Moms"                        | John Riggi           | Kay Cannon & Robert Carlock            | 6 de Maio de 2010       | 420              | 5,42                         |
| No Dia da Mãe, o elenco e os elementos da equipa recebem a visita das suas mães. |             |                                   |                      |                                        |                         |                  |                              |
| 79 | 21          | "Emanuelle Goes to Dinosaur Land" | Beth McCarthy-Miller | Matt Hubbard                           | 13 de Maio de 2010      | 421              | 4,96                         |
| O triângulo amoroso de Jack com Avery e Nancy fica cada vez maia complicado. Liz dá uma segunda oportunidade a alguns ex-namorados para arranjar companhia para o casamento de Floyd. Tracy continua na sua demanda na esperança de ganhar um Emmy, Grammy, Oscar e Tony.                                         |             |                                   |                      |                                        |                         |                  |                              |
| 80 | 22          | "I Do Do"                         | Don Scardino         | Tina Fey                               | 20 de Maio de 2010      | 422              | 5,45                         |
| Liz encontra o homem dos seus sonhos enquanto lidava com os casamentos de Cerie, Floyd e Grizz. Jack vê-se obrigado a escolher entre Avery e Nancy. Outra mulher intromete-se no relacionamento de Jenna e do seu namorado. Kenneth teme receber uma promoção que o faça ir viver para Los Angeles.               |             |                                   |                      |                                        |                         |                  |                              |